# 更級 (市原市)
更級（さらしな）は、千葉県市原市の五井地区にある町丁。現行行政地名は更級一丁目から更級五丁目。郵便番号は290-0050。

## 概要
市原市北西部の五井地区に位置する。五井駅の南東側に広がり、2000年代から五井駅前東土地区画整理事業による開発が行われた地域である。区画整理事業施行以前は水田地帯で、全域がほぼ平坦な地勢を示す。

## 地理

### 地価
2017年（平成29年）1月1日現在の国土交通省地価公示によると千葉県市原市更級1丁目8番11外で88,900円/m2である。

### 隣接町丁字
北は五井東、東は加茂と岩野見、西は平田、南は根田と接している。

## 歴史

### 地名の由来
菅原孝標女の『更級日記』が由来と言われている。彼女の父である菅原孝標が赴任していた上総国府の場所ははっきりしないが、市原郡内にあったとされる。市原市では彼女の旅立ちがおおむねこの付近ととらえ、五井駅東口から南東へ南国分寺台へ向かう市道23号線に「更級通り」と名付けている。

### 沿革
江戸時代 - 上総国市原郡に属する村であった。

#### 年表
- 1956年（昭和31年）3月25日 - 五井町へ編入[4]。
- 1963年（昭和38年）5月1日 - 町村合併による市制施行で市原市が発足、五井町消滅[4]。
- 2011年（平成23年）7月23日 - 換地処分により更級一丁目から更級五丁目の町丁が新しく設置される[4]。

## 世帯数と人口
2022年（令和4年）4月1日現在の世帯数と人口は以下の通りである。
| 町丁字     | 世帯数  | 人口  |
| ---------- | ------- | ----- |
| 更級一丁目 | 165世帯 | 300人 |
| 更級二丁目 | 89世帯  | 204人 |
| 更級三丁目 | 0世帯   | 0人   |
| 更級四丁目 | 0世帯   | 0人   |
| 更級五丁目 | 0世帯   | 0人   |
| 計         | 254世帯 | 504人 |

## 通学区域
市立小学校・市立中学校及び県立高等学校の通学区域は以下の通りである。
| 町丁字     | 範囲 | 小学校               | 中学校             | 高等学校 |
| ---------- | ---- | -------------------- | ------------------ | -------- |
| 更級一丁目 | 全域 | 市原市立五井小学校\| | 市原市立五井中学校 | 第9学区  |
| 更級二丁目 | 全域 | 市原市立五井小学校\| | 市原市立五井中学校 | 第9学区  |
| 更級三丁目 | 全域 | 市原市立国府小学校   | 市原市立五井中学校 | 第9学区  |
| 更級四丁目 | 全域 | 市原市立五井小学校   | 市原市立五井中学校 | 第9学区  |
| 更級五丁目 | 全域 | 市原市立五井小学校   | 市原市立五井中学校 | 第9学区  |

## 施設
- 市原市急病センター
- 市原市立中央図書館
- 上総更級公園（市原市総合公園）
- 市原市子ども未来館（YOUホール、旧市原市勤労会館）
- アリオ市原
- 五井駅東ショッピングセンター
- スターバックス市原店
- ケーズデンキ市原五井店
- カインズモール（カインズ市原店、PCデポ市原インター店、シュープラザ市原店）
- すし銚子丸市原店
- AOKI市原五井店

## 交通

### 駅
最寄りはJR東日本及び小湊鉄道の五井駅である。

### バス
運行は小湊鉄道塩田営業所（路線バス）。小湊鉄道塩田営業所、小田急ハイウェイバス（高速バス）。
| 系統           | 経由地       | 行き先     |
| -------------- | ------------ | ---------- |
| 五02           | 山田橋       | 中央武道館 |
| 五01,11        | 市原市役所   | 国分寺台   |
| 五01,02        | 市原テレビ局 | 五井駅東口 |
| 高27（小田急） | 市原駐車場   | 新宿駅     |

### 道路
- 市道一号川岸西広線（市役所通り）
- 市道23号五井駅東口線（更級通り）
- 上総大路

## 行事
- 毎年10月に上総いちはら国府祭りが開催される。